# Casabe de yuca
El casabe de yuca (o simplemente casabe o cazabe) es un pan ácimo, crujiente, delgado y circular hecho de harina de yuca. Este se asa en un budare o a la plancha. Su producción y consumo se remonta a tiempos prehispánicos; se elabora a partir de la yuca o mandioca.
La yuca o mandioca era, junto al maíz, uno de los principales cultivos de la época precolombina. Debido a las posibilidades de conservación, el casabe era una de las fuentes fundamentales de alimentación de los indígenas del norte del subcontinente. Formaba parte de la dieta tradicional de los caribes y arahuacos, habitantes nativos del Caribe. En Brasil y Perú se le denomina tapioca a la masa de harina de yuca húmeda, tamizada y cocida a alta temperatura.

## Historia
El casabe fue originalmente producido por los nativos americanos, arahuacos, y caribes en toda la cuenca caribeña, en República Dominicana, Venezuela, Antillas Menores, Bermuda, Colombia, Cuba, Haití, Honduras, Islas Caimán, Jamaica, Panamá y  Puerto Rico, donde estas raíces eran de una planta muy común en los bosques tropicales pluviosos.
Los conquistadores españoles, al llegar a estas zonas, menospreciaron el casabe, lo vieron como un alimento vulgar y sin propiedades nutritivas, pero más tarde, ante la falta de provisiones, lo convirtieron en su nuevo pan con el que acompañaban sus comidas. El historiador e investigador colombiano Luis Martínez Aleán en su libro Ciénaga de Oro ayer y hoy referencia que algunos conquistadores afirmaron: "Cerdo y pan de casabe permiten la conquista". El casabe fue indispensable para la conquista de los españoles ante la ausencia de harina de trigo en las Indias Occidentales.
Algunas tortas de casabe  llegaron a España durante los siglos XV y XVI, así lo cuentan Cristóbal Colón, Alonso de Ojeda, Oviedo y Benzón en la obra del colombiano Nicolás del Castillo. A base de casabe los españoles impulsaron la conquista de estas tierras, dicen las referencias de la monografía Municipio de Ciénaga de Oro, de los escritores José Manuel Vergara y José Luis Garcés, en una publicación de la Universidad de Córdoba.

## Características
El casabe tiene la propiedad de conservarse durante mucho tiempo al aire libre sin dañarse, lo que llamó la atención de los españoles, pues lo podían llevar en sus embarcaciones durante largas travesías en el mar. En el Oriente de Venezuela muchos grupos étnicos indígenas hacen casabe y constituye el alimento o pan principal. Los pueblos indígenas como los yekuana, kariña, yanomami, piaroa y warao mantienen estas tradiciones.
En el nororiente amazónico de Colombia y el estado Amazonas de Venezuela para muchos indígenas el casabe de yuca es parte de la dieta diaria; en el departamento de Guainía a la etnia piapoco, curripaco, puinaves, sikuani, piaroa, yeral. Además, elaboran de la yuca amarga, mañoco, catara productos que también forman parte de la dieta diaria y consumen con caldos (ajicero) o bebidas (yucuta). También se utiliza para consumir en viajes largos por no ser un producto perecedero. Incluso la usan para hacer la pizza de casabe.
Los indígenas arahuacos, los tainos y caribes confeccionaban el casabe raspando la cáscara de la yuca con un rallo de madera dentado con piedrecillas afiladas, astillas de hueso, gruesas espinas de pez, etc., incrustadas y pegadas con resina. Tras reducir la yuca a pulpa, se introducía en el sebucán, especie de colador hecho de hojas de palma entretejidas. El sebucán se colgaba de un árbol y allí debía soportar el peso de dos o más personas sentadas en él, hasta exprimir bien todo el yare, líquido venenoso. Luego la masa se tamiza por un cernidor, para luego elaborar tortas delgadas y redondas, de entre unos 60 cm a 1 m de diámetro. Estas se cocinan en un fogón sobre una plancha llamada budare. 
En Venezuela, la elaboración de este alimento tradicional incorpora hoy cierta tecnología, como prensas mecanizadas y máquinas para el rallado o burenes para un mejor aprovechamiento del calor y permitir elaborar varias tortas a la vez. Actualmente es consumido en distintas zonas del país y existen varios tipos, hacia el Sur del país se elabora una variedad más gruesa y dura (llamada vulgarmente «casabe burrero») y hacia el llano una variedad más fina llamada casabe «galleta» por su fragilidad al tacto. 
También se elabora un dulce con una combinación del casabe con papelón o panela y queso de año al que se le da el nombre de naiboa,también hay arepas de yuca,y galletas de yuca que se hace tras obtener masa de yuca dulce se le agrega azúcar y forman una galleta del tamaño de un plato(a veces puede ser salada).
En Perú son cuatro los pueblos indígenas asentados  que cultivan y consumen la yuca brava como elemento central de su alimentación: Huitoto, Ocaina (ambos del tronco lingüístico Huitoto), Bora (único representante del tronco del mismo nombre) y Secoya o Airo Pai (Tucano Occidental). Estos pueblos se ubican en la parte norte de la región de Loreto, provincia de Maynas.  Una investigación referencial sobre esta matriz culinaria en la Amazonia peruana: "Pueblos de la yuca brava.  Historia y culinaria" de Alberto Chirif (Lima: Instituto del Bien Común-IBC, 2014).
En Honduras se le conoce como la comida tradicional de la población afrodescendiente, la utilizan como acompañante en sus platos alimenticios. El resto de la población la consume como aperitivo, horneado y sazonado con abundante ajo. Actualmente, existen varias microempresas que lo comercializan y exportan.
En Colombia, la existencia del casabe de yuca data de mil años antes de Cristo (periodo cultural Formativo o Preclásico). Los indígenas de la comunidad Panaguá, de la familia Zenú, que habitaba en lo que hoy se conoce como Ciénaga de Oro (Córdoba), fabricaban casabe desde tiempos ancestrales. “En investigaciones arqueológicas realizadas en la población de Momil (departamento de Córdoba) de diciembre de 1954 a abril de 1955 por Gerardo y Alicia Reichel Dolmatoff, se estableció que la cultura de los materiales excavados representa indudablemente un pueblo agrícola, establecido en un poblado permanente y de una extensión considerable”. Otros pueblos casaberos en Colombia son Ciénaga de Oro (Córdoba), Tolú (Sucre), Arjona (Bolívar) y Peñoncito (Magdalena). Las mujeres de Ciénaga de Oro subsisten con la elaboración y comercialización del casabe, conservando la tradición. En Bolívar se encuentra casabe en Turbaco.  En Ciénaga de Oro se celebra el Festival del Casabe.

## Preparación
La preparación del casabe dura 12 horas y comienza con la selección de la yuca, ingrediente principal de este producto. Luego de retirarle la cáscara y lavarlo, el tubérculo, se pasa por el rallador sobre una vasija con agua para que se desprenda el jugo lechoso. Obtenida la pulpa de la yuca rallada, esta se seca con un exprimidor o en un sebucán, especie de chinchorro o hamaca tejida en palma, y se exprime, recogiendo el jugó en una vasija que se sitúa debajo. A la pulpa obtenida se le deben dejar residuos moderados de fécula, para que cuando se asen las tortas, las partículas granuladas permitan que la masa se integre. Posteriormente, el líquido es puesto al sol y se deja en reposo para extraer el almidón. Al sacar la pulpa del sebucán, se asolea y se desmenuzan los terrones que se hayan compactado. Se pasa a un pilón y se trabaja a mano hasta que se vuelve harinosa. Este producto se pone luego en un cernidor para que quede convertido en harina fina con la que se moldean las tortas de aproximadamente 20 centímetros de diámetro y con espesor muy delgado. Luego se asan en un budare o en horno artesanal. En Colombia, el casabe tiene dos variedades, de coco y sal. También Se puede consumir con dulce.

## Tipos de raíces
Hay dos clases de raíces de yuca. Por un lado está la yuca dulce, que puede ser consumida hirviéndola previamente y luego friéndola en aceite (en este caso se emplea como acompañante) o bien como parte del sancocho. Por otro lado está la yuca amarga o brava, que es venenosa, por lo que debe ser tratada previamente para extraerle el cianuro. La yuca amarga o brava se usa para hacer el casabe, aunque en menor medida también se puede hacer con la yuca dulce. El zumo de esta última al no ser tóxico se aprovecha para la elaboración de la catara.

## Acompañamientos
El casabe se consume de diversas formas en la gastronomía suramericana y caribeña. Además de servirse con mojito, aceite o carne asada de cerdo, en el Oriente venezolano es común acompañarlo con pescado, especialmente en platos como el sancocho de pescado oriental carupanero, donde se sirve junto a tostones y aguacate. También se consume con el sancocho de pescado margariteño.
En el estado Bolívar, el casabe es un acompañante tradicional del sancocho de sapoara, un pez típico de la región. Asimismo, el casabe se utiliza en la preparación de platos como el pastelón de casabe, que consiste en capas de casabe humedecido con caldo de verduras, mezclado con huevo, leche, mantequilla y ajo, intercaladas con carne y queso, y horneado envuelto en hojas de plátano.
El casabe también se come con mojito, con aceite o con carne asada de cochino o puerco. También se puede preparar una serie de platos como casabe con azúcar, coco, carnes, almíbar, tostadas con sal, lasañas, buñuelos, un tipo de pan e incluso un pastel. Es tradicional la frase "¡A falta de pan, casabe!".

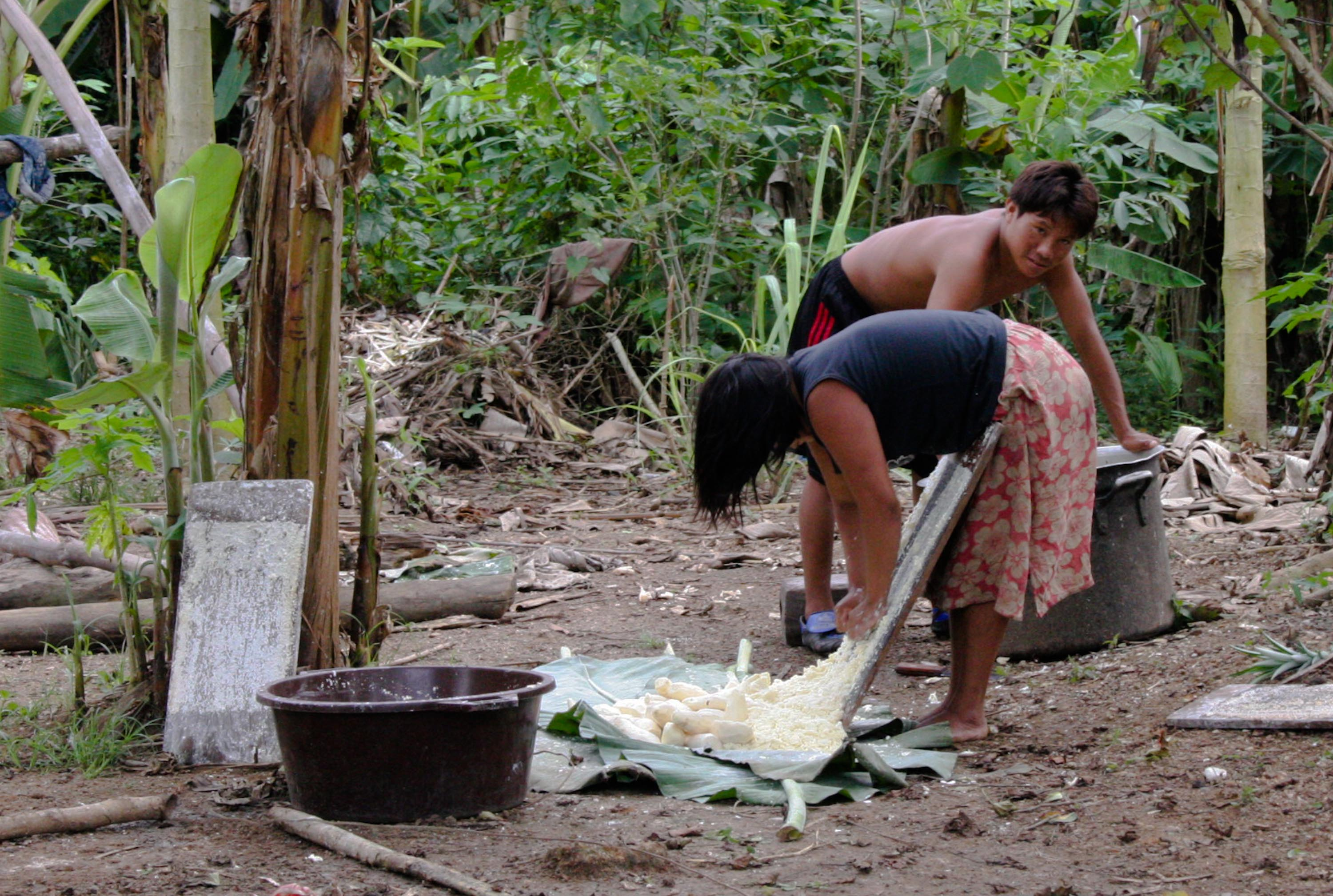
Rallado de yuca, comunidad indígena sanemá.

Las tortas delgadas y crujientes de casabe a menudo se rompen en trozos y se comen como galletas. Puede comerse solo o como acompañamiento de otros platos como cualquier pan. La variedad más gruesa se come generalmente humedeciéndola ligeramente, bastan unas pocas gotas de líquido para transformar la torta de casabe en un pan muy suave y liso. Debido a la capacidad de absorber líquido inmediatamente puede causar ahogos que ceden rápidamente con un sorbo de algún líquido. Mayormente, la variedad gruesa se utiliza como acompañante del sancocho.
En la región Caribe de Colombia, el casabe se suele acompañar con café en el desayuno, y se consume como aperitivo. En la zona de Ciénaga de Oro se acompaña con cualquier alimento, como dulce de mongo mongo, queso, mantequilla, entre otros.

## Evolución y comercialización
Desde fines del siglo XX, la elaboración del casabe en Colombia evolucionó con el aporte de algunos elementos como el material con que se fabrica el sebucán y su tejido, el rallador comercial o eléctrico, y el asador o budare que ha cambiado su figura redonda por una rectangular o ha sido reemplazado por un horno artesanal. Las casaberas actuales de la Costa Caribe de Colombia han usado la harina de casabe para elaborar deditos rellenos de queso, pizzas de pollo, jamón o carne, e incluso diversos tipos de emparedados. También se comercializan variedades como alfajó, casabito, azúcar y mongo.

## Patrimonio Inmaterial de la Humanidad
El 4 de diciembre de 2024, la Organización de las Naciones Unidas para la Educación, la Ciencia y la Cultura (Unesco) reconoció oficialmente los conocimientos y prácticas tradicionales asociados a la elaboración y consumo del casabe como Patrimonio Cultural Inmaterial de la Humanidad. Esta inscripción fue resultado de una candidatura conjunta presentada por Cuba, Haití, Honduras, República Dominicana y Venezuela durante la decimonovena sesión del Comité Intergubernamental para la Salvaguardia del Patrimonio Cultural Inmaterial, celebrada en Luque, Paraguay.
La Unesco destacó que el casabe, un pan redondo elaborado a partir de yuca amarga, es un símbolo de identidad y cohesión social en las comunidades del Caribe. Su preparación y consumo, transmitidos de generación en generación tanto de manera informal en los hogares como formalmente en las escuelas, promueven valores como la tolerancia, el respeto mutuo y la unidad. Además, contribuyen a la seguridad alimentaria y al sustento económico de miles de familias en la región.
El expediente de la candidatura resaltó la antigüedad de la tradición del casabe, con evidencias arqueológicas que datan su origen en la región del Bajo Orinoco, desde donde se expandió a las islas del Caribe. La práctica ha sido preservada por comunidades indígenas, afrodescendientes y de origen europeo en América, quienes han integrado el casabe a sus dietas y actividades comerciales desde el siglo XVI.
Este reconocimiento subraya la importancia de preservar y promover las tradiciones culinarias ancestrales que fortalecen la identidad cultural y la cohesión social en las comunidades del Caribe y América Latina.

## En la literatura
En la novela La Vorágine del escritor colombiano José Eustasio Rivera, se relata la forma primitiva en que se elaboraba el casabe:

A su vez, las indias viejas rallaban yuca para la preparación del cazabe que debía alimentarnos en el desierto. Echaban la mezcla acuosa en el sebucán, ancho cilindro de hojas de palma retejidas, cuyo extremo inferior se retuerce con un tramojo para exprimir el almidonoso jugo de la rallada. Otras, desnudas en contorno de la candela, recalentaban el budare, tiesto redondo y plano, sobre cuya superficie iban extendiendo la masa inmunda y la alisaban con los dedos ensalivados hasta que la torta endureciera.